# Schimmerich
Koordinaten: 50° 43′ 9″ N, 7° 58′ 32″ O

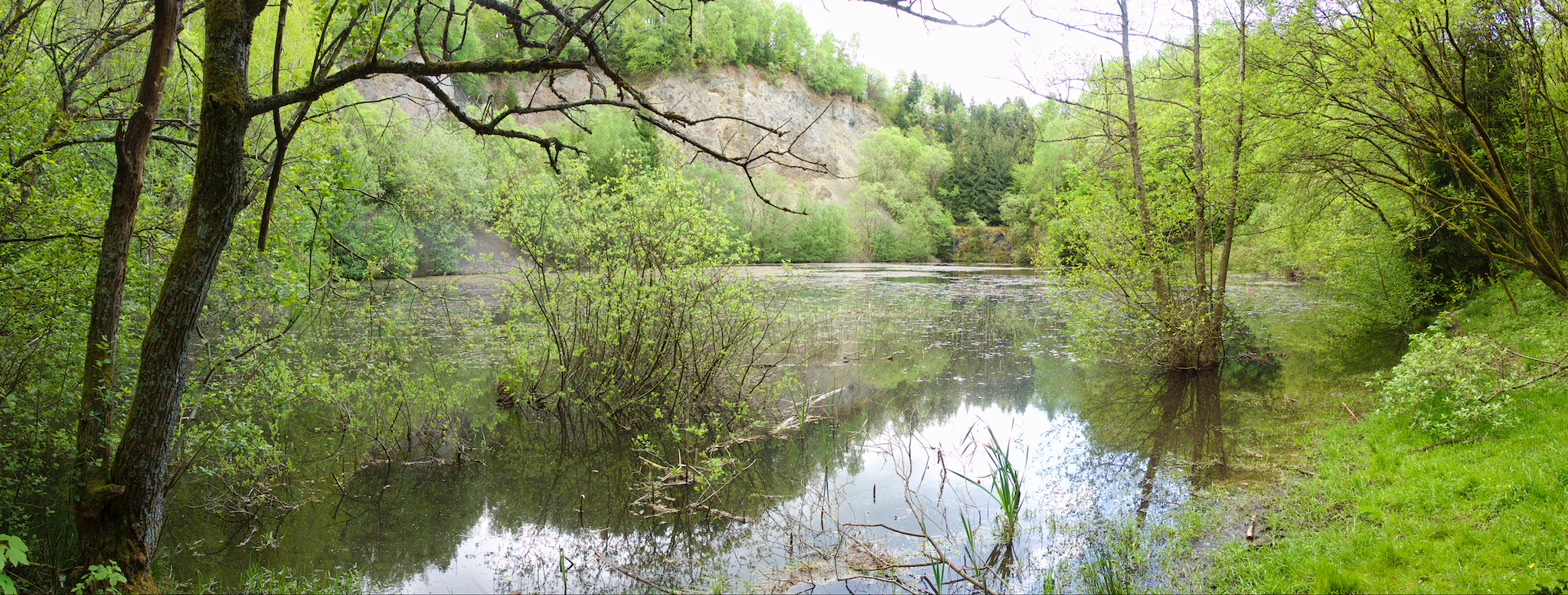
Naturschutzgebiet Schimmerich (Mai 2016)

Das Naturschutzgebiet Schimmerich liegt im Landkreis Altenkirchen (Westerwald) in Rheinland-Pfalz.
Das etwa 30 ha große Gebiet, das im Jahr 1980 unter Naturschutz gestellt wurde, erstreckt sich zwischen den Ortsgemeinden Friedewald (Westerwald) im Südwesten und Derschen im Osten. Unweit westlich verläuft die Landesstraße L 285.
Schutzzweck ist die Erhaltung des Feuchtgebietes mit seinen Wasserflächen und Flachwasserzonen als  Lebensraum einer artenreichen Fauna und Flora. Dazu gehören insbesondere bestandsbedrohte Amphibien.